# Mariette Yvinec
Pour les articles homonymes, voir Yvinec.
Mariette Yvinec (née en 1953) est une mathématicienne française, chercheuse en géométrie computationnelle à l'Institut national de recherche en informatique et en automatique (INRIA) à Sophia Antipolis. Elle est l'un des développeurs de CGAL, une bibliothèque logicielle d'algorithmes de géométrie computationnelle.

## Formation
Mariette Yvinec obtient son doctorat sous la direction de Robert Pick.

## Publications
Yvinec est le co-auteur de deux livres sur la géométrie computationnelle :
- Géométrie algorithmique (avec Jean-Daniel Boissonnat, Edusciences 1995), traduit par Algorithmic Geometry (Hervé Brönnimann, trad., Cambridge University Press, 1998)[4].
- Inférence géométrique et topologique (avec Jean-Daniel Boissonnat et Frédéric Chazal, Cambridge Texts in Applied Mathematics, 2018)[5].